# Don Simmons (Politiker)
Hon. Donald „Don“ William Simmons, AM, DFC (* 14. Februar 1918 in Mile Ende, West Torrens City, South Australia; † 28. August 1986) war ein australischer Politiker der Labor Party, der zwischen 1970 und 1979 Mitglied des South Australian House of Assembly sowie zeitweise Minister war.

## Leben
Donald „Don“ William Simmons absolvierte nach dem Besuch der Adelaide High School ein Studium im Fach Handelsbetriebslehre an der University of Adelaide, welches er 1939 mit einem Diploma of Commerce beendete. Während des Zweiten Weltkrieges trat er am 7. August 1940 in Southwark in die Royal Australian Air Force (RAAF) ein und wurde nach seiner Flugausbildung als Pilot zum No. 61 Squadron RAAF nach Adelaide versetzt. Er war daraufhin als Oberleutnant (Flying Officer) als Bomberpilot in dieser Staffel und wurde für seine militärischen Verdienste am 8. Dezember 1944 mit dem Distinguished Flying Cross (DFC) ausgezeichnet. Nach seinem Ausscheiden aus dem Militärdienst am 25. September 1945 absolvierte er ein Studium der Verwaltungswissenschaft an der University of Adelaide, das er mit einem Diploma of Public Administration abschloss, sowie ein grundständiges Studium, welches er mit einem Bachelor of Arts (BA) beendete. Ein dortiges Studium der Wirtschaftswissenschaften schloss er schließlich mit einem Bachelor of Economics (BEc) ab. Darüber hinaus absolvierte er 1951 einen Licensed Land Broker’s Course und war danach als Immobilienmakler und später als Direktor der State Bank of South Australia tätig.
Simmons wurde für die Labor Party bei der Wahl am 30. Mai 1970 im neu geschaffenen Wahlkreis Peake erstmals zum Mitglied der South Australian House of Assembly gewählt, des Unterhauses des Parlaments von South Australia. Er vertrat diesen Wahlkreis bis zu seinem Verzicht auf eine erneute Kandidatur bei der Wahl am 15. September 1989, woraufhin sein Parteifreund Keith Plunkett diesen Wahlkreis übernahm. Während seiner Parlamentszugehörigkeit war er unter anderem zwischen dem 19. Juni 1973 und dem 17. Oktober 1975 Vorsitzender des Ausschusses für öffentliche Finanzen (Public Accounts Committee).
Am 17. Oktober 1975 wurde Don Simmons in die zweite Regierung von Premier Don Dunstan berufen und bekleidete in dieser bis zum 6. Oktober 1977 zunächst den Posten als Umweltminister (Minister for the Environment). Zugleich fungierte er zwischen dem 11. März 1976 und dem 15. Februar 1979 als Beigeordneter Minister beim Premier (Minister Assisting the Premier) und war zudem vom 5. Oktober 1977 bis zum 15. Februar 1979 als Chief Secretary Chefsekretär der Regierung. In der darauf folgenden Regierung von Premier Des Corcoran bekleidete er zwischen dem 15. Februar und dem 18. September 1979 weiterhin den Posten als Chefsekretär der Regierung und zudem vom 15. Februar bis zum 15. März 1979 auch wieder als Beigeordneter Minister beim Premier. Am 13. Dezember 1979 wurde ihm der Höflichkeitstitel The Honourable verliehen.
Für seine Verdienste um das Parlament und die Gemeinschaft Südaustraliens wurde er im Rahmen der Birthday Honours am 9. Juni 1986 zum Member des Order of Australia (AM) ernannt.

## Hintergrundliteratur
- Parliament of South Australia: Statistical Record of the Legislature 1836–2007 (Memento vom 11. März 2019 im Internet Archive)

## Weblink
- Hon Donald Simmons AM DFC. In: Parlament von South Australia. Abgerufen am 24. April 2024 (englisch).